# Sterilization in Place
Sterilization in Place (SIP) (zu Deutsch: Sterilisierung vor Ort) bezeichnet Reinigungsverfahren in  verfahrenstechnischen  Anlagen, insbesondere in pharmazeutischen Produktionsanlagen und biologischen Anlagen. Dabei werden alle produktberührten Flächen der Anlage ohne wesentliche  Demontage entkeimt.
Üblicherweise wird die Sterilisierung durch Heißdampf oder mit Hilfe spezieller Chemikalien durchgeführt.